# San Salvador (Bahama's)
San Salvador is een eiland en een district van de Bahama's. Tot 1986, toen de National Geographic Society Samana Cay voorstelde, werd algemeen aangenomen dat San Salvador het eerste eiland was dat Christoffel Columbus op 12 oktober 1492 aandeed en dat door de lokale bevolking Guanahaní werd genoemd.
De zeerover John Watling (ook: George Watling) gaf het eiland rond 1680 zijn eigen naam mee, waardoor het tot 1925 bekendstond onder de naam Watling. Het eiland werd hernoemd nadat enkele historici een overtuigende verklaring hadden afgelegd dat het eiland vermoedelijk het Guanahaní was waar Columbus als eerste voet aan wal zette. Tot die tijd werd het huidige eiland Cat San Salvador genoemd. De herbenoeming van Watling zorgde er daarbij voor dat de sinds de afschaffing van de slavernij in 1834 ingestorte economie dankzij het opkomende toerisme uit het slop werd getrokken.
Het eiland heeft een oppervlakte van 94,9 km². Het meet in oostwestelijke richting 11,2 kilometer, in noordzuidelijke richting 19,25 kilometer. San Salvador wordt door meerdere koraalriffen omgeven, met uitzondering van de westkust rondom de belangrijkste plaats op het eiland, Cockburn Town, die daarmee als enige per schip bereikbaar is. Op het eiland wonen ongeveer duizend mensen, die bijna allemaal in Cockburn Town woonachtig zijn.

## Bezienswaardigheden
- Watlings Castle: ruïnen van een plantage die mogelijk toebehoorde aan de zeerover Watling
- Dixon Hill Lighthouse: een in 1887 gebouwde petroleumvuurtoren
- Farquharson Plantation: de grootste en best behouden plantageruïne uit de tijd van de slavernij